# جمهورية اتحادية

جمهورية ألمانيا الاتحادية وولاياتها الفدرالية الستة عشر منذ العام 1990.

الجمهورية الاتحادية هي اتحاد بين عدد من التقسيمات الفرعية (ولايات أو مقاطعات أو محافظات) تحت مظلة الجمهورية، مكونة حكومة مركزية. كما تحتفظ الولايات أو المقاطعات أو المحافظات ضمن الاتحاد على سلطات محلية منفصلة عن الحكومة المركزية
استخدام مصطلح الجمهورية قد لا ينسجم مع معظم الحالات الموجودة أو التي وجدت سابقا للدول التي تبنت هذا النظام، لكنه يعني دولة أو اتحاد بين ولايات لديها رأس دولة واحد.
في النظام الاتحادي هناك تقسيم أو توزيع للسلطات والمهام بين الحكومة الوطنية «الاتحادية» وبين التقسيمات الفرعية الموجودة كالولاية أو المقاطعة أو المحافظة. وفي حين أن كل دولة تدير هذه السلطات والمهام بها بشكل مختلف، فان الأمن القومي، الدفاع، والسياسة المالية والمسائل الأخرى ذات البعد القومي هي من اختصاص الحكومة الفدرالية، في حين أن مسائل من قبيل الطرق، صيانة البنية التحتية، سياسة التعليم هي من اختصاصات المستوى المحلي.
بعبارة أخرى في حين أن للحكومة الاتحادية سلطة القرار النهائي، فان هناك سلطة وسيادة محدودة ممنوحة للحكومة المحلية حيث لاتمتلك الحكومة الفدرالية الاختصاص بالتدخل بها.
وهذا يختلف تماما عن الجمهورية الوحدوية حيث تتمتع الحكومة المركزية بالسيادة الكاملة على جميع جوانب الحياة السياسية، فيما أن التقسيمات الفرعية هي ذات طابع إداري محض.
في اللغة الإنجليزية وقبل الوحدة بين الألمانيتين عام 1990، فإن عبارة «الجمهورية الاتحادية» (بالإنجليزية: Federal Republic) استخدمت عادة للإشارة إلى ألمانيا الغربية (ضمن حدود ما قبل عام 1990)، في إشارة للفرق بينها وبين جمهورية ألمانيا الديمقراطية (ألمانيا الشرقية).

## قائمة الجمهوريات الاتحادية

### حالية
| الاتحاد          | الاسم الرسمي                          | التقسيمات الإدارية                        | رأس الدولة                     |
| ---------------- | ------------------------------------- | ----------------------------------------- | ------------------------------ |
| السودان          | جمهورية السودان                       | ولايات السودان                            | رئيس السودان                   |
| الأرجنتين        | جمهورية الأرجنتين                     | محافظات الأرجنتين                         | رئيس الأرجنتين                 |
| النمسا           | جمهورية النمسا                        | ولايات النمسا                             | رئيس النمسا                    |
| البوسنة والهرسك  | البوسنة والهرسك                       | تقسيمات البوسنة والهرسك                   | رئاسة البوسنة والهرسك          |
| البرازيل         | جمهورية البرازيل الفدرالية            | ولايات البرازيل                           | رؤساء البرازيل                 |
| جزر القمر        | اتحاد سياسي جزر القمر                 | الجزر في جزر القمر                        | رئيس جزر القمر                 |
| إثيوبيا          | جمهورية إثيوبيا الديمقراطية الفدرالية | أقاليم إثيوبيا                            | رئيس إثيوبيا                   |
| ألمانيا          | جمهورية ألمانيا الفدرالية             | ولايات ألمانيا                            | رئيس ألمانيا                   |
| الهند            | جمهورية الهند                         | ولايات الهند                              | رئيس الهند                     |
| العراق           | جمهورية العراق                        | مناطق العراق                              | رئيس العراق                    |
| مدغشقر           | جمهورية مدغشقر                        | أقاليم مدغشقر                             | رئيس مدغشقر                    |
| المكسيك          | اتحاد الولايات المكسيكية              | ولايات المكسيك                            | رئيس المكسيك                   |
| ميكرونيسيا       | ولايات ميكرونيسيا المتحدة             | ولايات ميكرونيسيا المتحدة                 | رئيس ولايات ميكرونيسيا المتحدة |
| نيبال            | جمهورية نيبال الفدرالية الديمقراطية   | لم يتم بعد اقرارها من قبل الجمعية الوطنية | رئيس نيبال                     |
| نيجيريا          | جمهورية نيجيريا الفدرالية             | ولايات نيجيريا                            | رئيس نيجيريا                   |
| باكستان          | الجمهورية الإسلامية في باكستان        | التقسيمات الإدارية في باكستان             | رئيس باكستان                   |
| روسيا            | الاتحاد الروسي                        | كيانات روسيا الاتحادية                    | رئيس روسيا                     |
| جنوب أفريقيا     | جمهورية جنوب أفريقيا                  | مقاطعات جنوب أفريقيا                      | رئيس جنوب أفريقيا              |
| سويسرا           | الكونفدرالية السويسرية                | كانتونات سويسرا                           | المجلس الفدرالي السويسري       |
| الولايات المتحدة | الولايات المتحدة الأمريكية            | ولايات الولايات المتحدة                   | رئيس الولايات المتحدة          |
| فنزويلا          | جمهورية فنزويلا البوليفارية           | ولايات فنزويلا                            | رئيس فنزويلا                   |

### تاريخية
- جمهورية السبع الهولندية المنخفضة (1581–1795)
- كولومبيا الكبرى (1819-1831)، ثم لاحقا كولومبيا (جمهورية فدرالية حتى 1886؛ جمهورية وحدوية بعد 1886)
- جمهورية فايمار (ألمانيا 1919-1933)
- اتحاد بورما (1948–1962)
- الجمهورية العربية المتحدة (1958-1961)
- جمهورية الكاميرون الفدرالية (1961-1972)
- أوغندا (1962-1966)
- تشيكوسلوفاكيا (1969-1992)
- اتحاد الجمهوريات السوفيتية الاشتراكية (1922-1991)
- يوغسلافيا (1945-2003)